# 三国海水浴場

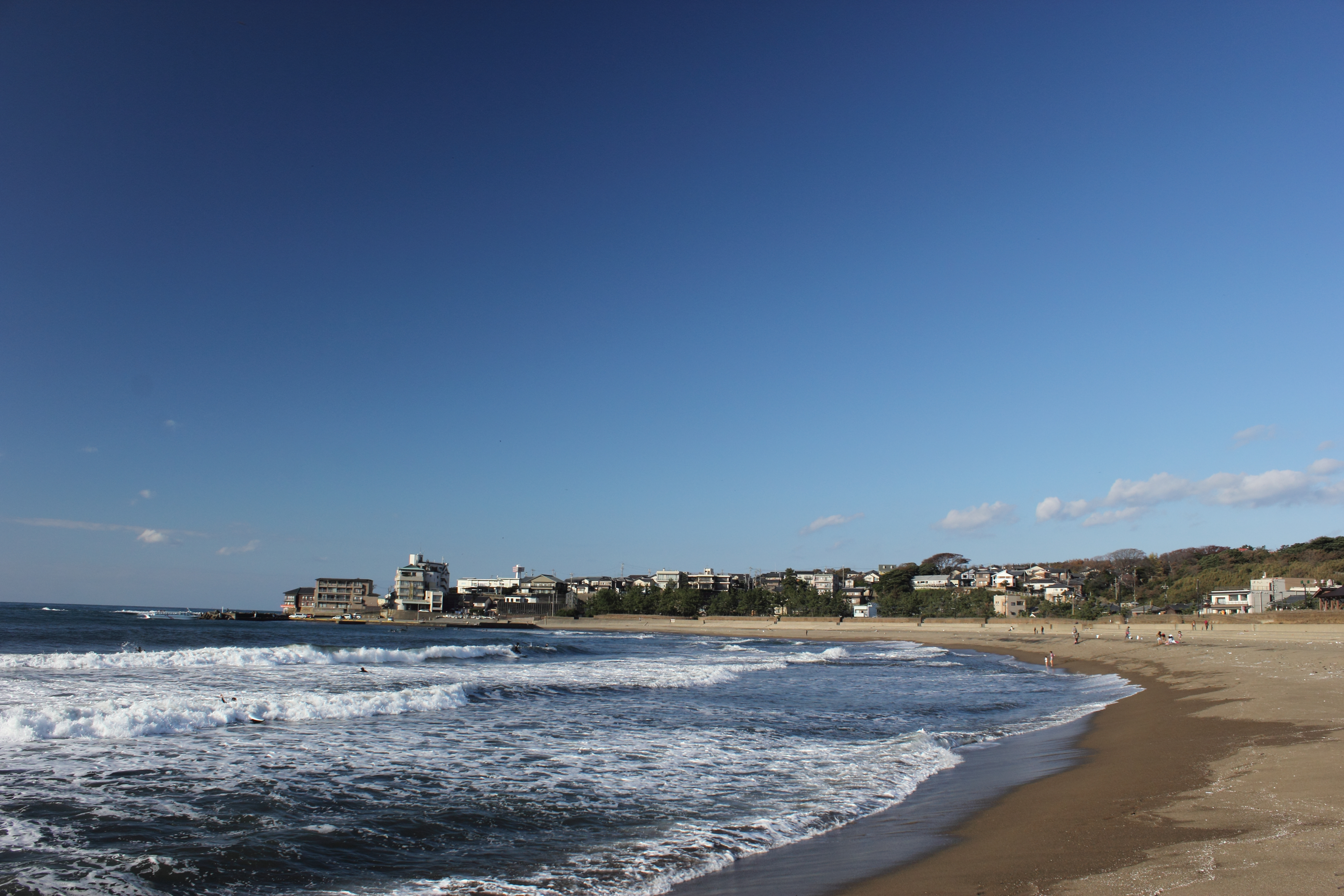
晩秋の三国海水浴場

三国海水浴場（みくにかいすいよくじょう）は、福井県坂井市三国町にある海水浴場である。愛称は三国サンセットビーチ。日本の夕陽百選に選ばれている。

## 概要
遠浅で子供も安心して泳げることができる。毎年夏（8月11日）に同海水浴場内で開催される三国花火大会は、迫力ある水中花火が名物で、県内外から多数の見物客が訪れる。周辺には数多くの旅館、民宿があり三国のグルメが堪能出来る。ビーチには、各種施設が完備されており、夏の海水浴だけでなく、冬も日本海の荒波を活かしたサーフィンなどマリンスポーツが楽しめる。また、2017年から三国堤防において開催されている、海釣り体験教室はとても人気が高く、ファミリーや若い世代を中心が多く参加している。なお、海釣り体験教室は地元のプロデュース会社が、沿岸活性、地域振興の目的で企画・運営されており、日本最大の体験予約サイト「アソビュー!」において、最高賞にあたる「アソビューアワード2020Goldグランプリ」を受賞するなど、観光資源の有効活用と次世代に新たな海の活用方法、海を身近に感じることの出来るアクティビティとして全国的にも高く評価されている。
シーズンオフの毎年11月のいずれかの土曜日から2日間、駐車場内にて「三国湊かに祭り」が開催される。海水浴場に隣接する魚市場で水揚げされた漁解禁後間もないズワイガニ（越前がに）を中心としたイベントとなっている。
三国港一帯はみなとオアシスの登録をしていて、当場はみなとオアシス三国湊の構成施設の一でもある。
- 砂浜の広さ:長さ:500m、幅:50m

- 三国サンセットビーチで開催されているアクティビティ[2]
  - 海釣り体験教室（4月～10月）
  - 舟盛りづくり体験教室（※釣り教室が中止の場合のみ代替コースとして開催）
  - 東尋坊サップクルージング
  - サーフィン体験教室
  - ボディーボード体験教室
  - 東尋坊遊覧船クルージング
  - 朝ヨガ
  - サンセットヨガ
  - さざ波のナイトバー（海の家ダイヤモンドヘッド）

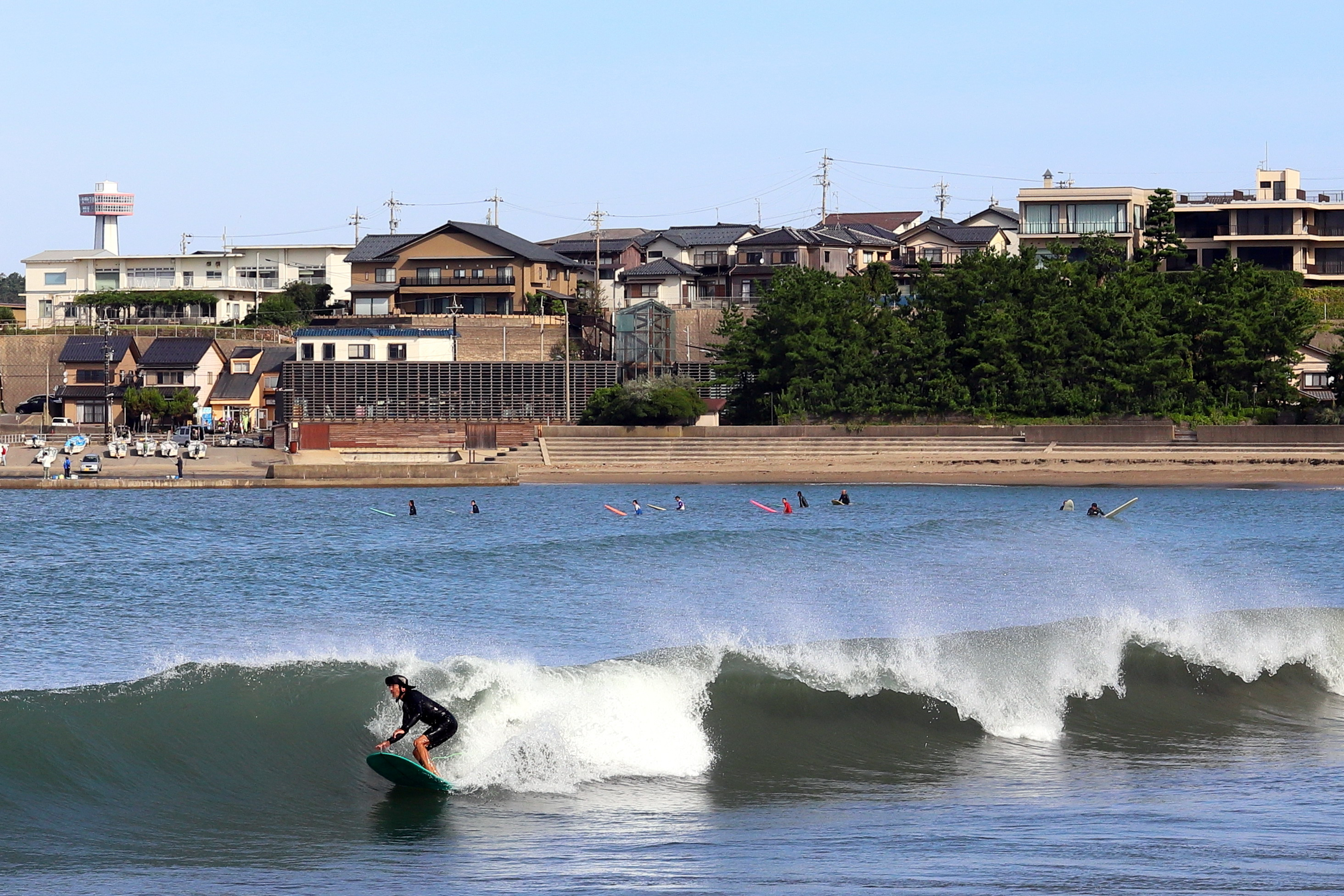
三国サンセットビーチでサーフィン
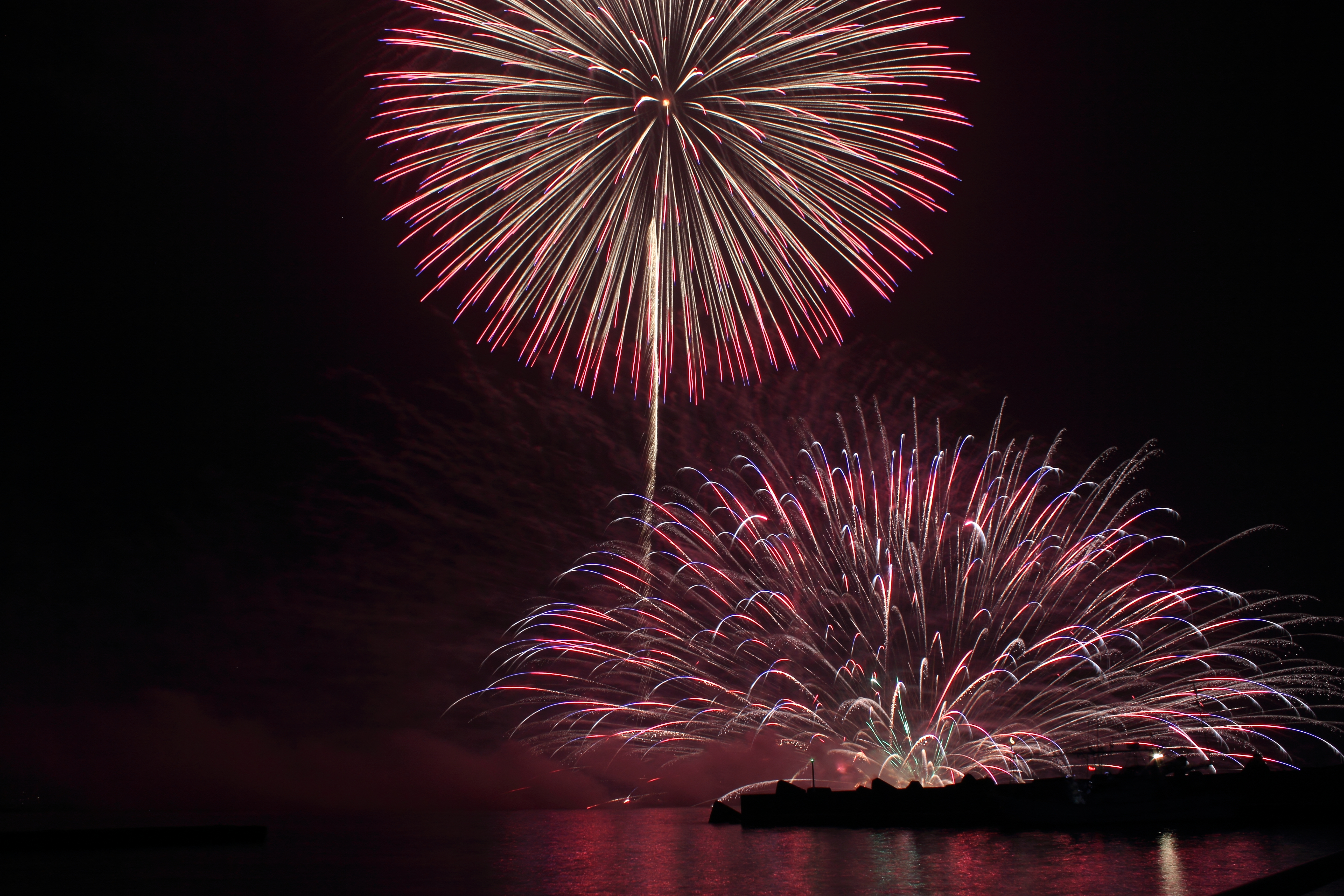
三国花火大会2013
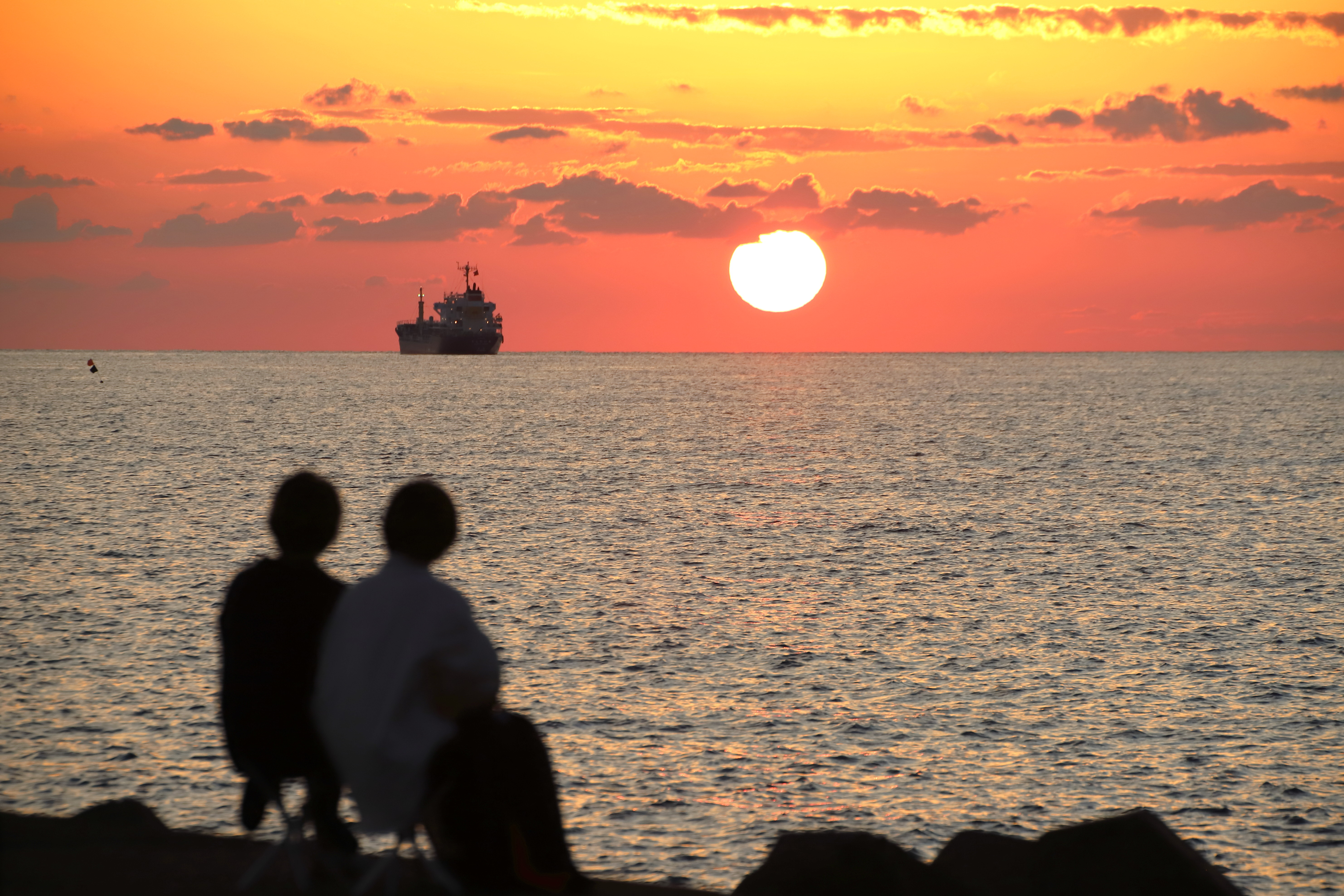
エッセル堤から見る夕陽

## 所在地
- 福井県坂井市三国町宿、米ヶ脇

## 交通アクセス

### 公共交通機関
- 北陸新幹線・ハピラインふくい線 芦原温泉駅から、京福バス 85・97系統（東尋坊線）「龍翔博物館」行きに乗車し、「サンセットビーチ前」「米ケ脇」「宿」のいずれかで下車。
- えちぜん鉄道三国芦原線 三国港駅から徒歩5分。

### 自動車
- 大阪・名古屋方面

北陸自動車道 福井北ICより国道416号、県道5号線（芦原街道）経由等、複数有。
- 石川・富山方面

北陸自動車道 金津ICより国道8号経由等、複数有。

## 周辺
- 東尋坊
- 芦原温泉
- 三国温泉
- 三国港
- 越前松島水族館
- 芝政ワールド
- 雄島
- 東尋坊タワー
- 丸岡城